# Łączące R
Łączące R (ang. linking R) – zjawisko fonetyczne istniejące w języku angielskim, polegające na wymowie głoski /r/ w kontekstach fonetycznych, w których zazwyczaj nie pojawia się, czyli mające charakter epentezy. Zgodnie z obecnymi zasadami wymowy są to pozycje na granicach wyrazów zakończonych samogłoską, w przypadku gdy następne słowo rozpoczyna się również od samogłoski (tzw. kontekst interwokaliczny). Łączące R może mieć charakter zarówno naturalny, jak i intruzyjny – tzn. pojawiać się w miejscach, gdzie naturalnie nie występuje i nie jest zaznaczone w pisowni. Łączące R pojawia się w większości dialektów, w których w sposób naturalny zanika w kontekście postwokalicznym. Zjawisko występuje głównie w tych dialektach, w których /r/ zanika w kontekście spółgłoskowym.

## Wymowa R w języku angielskim

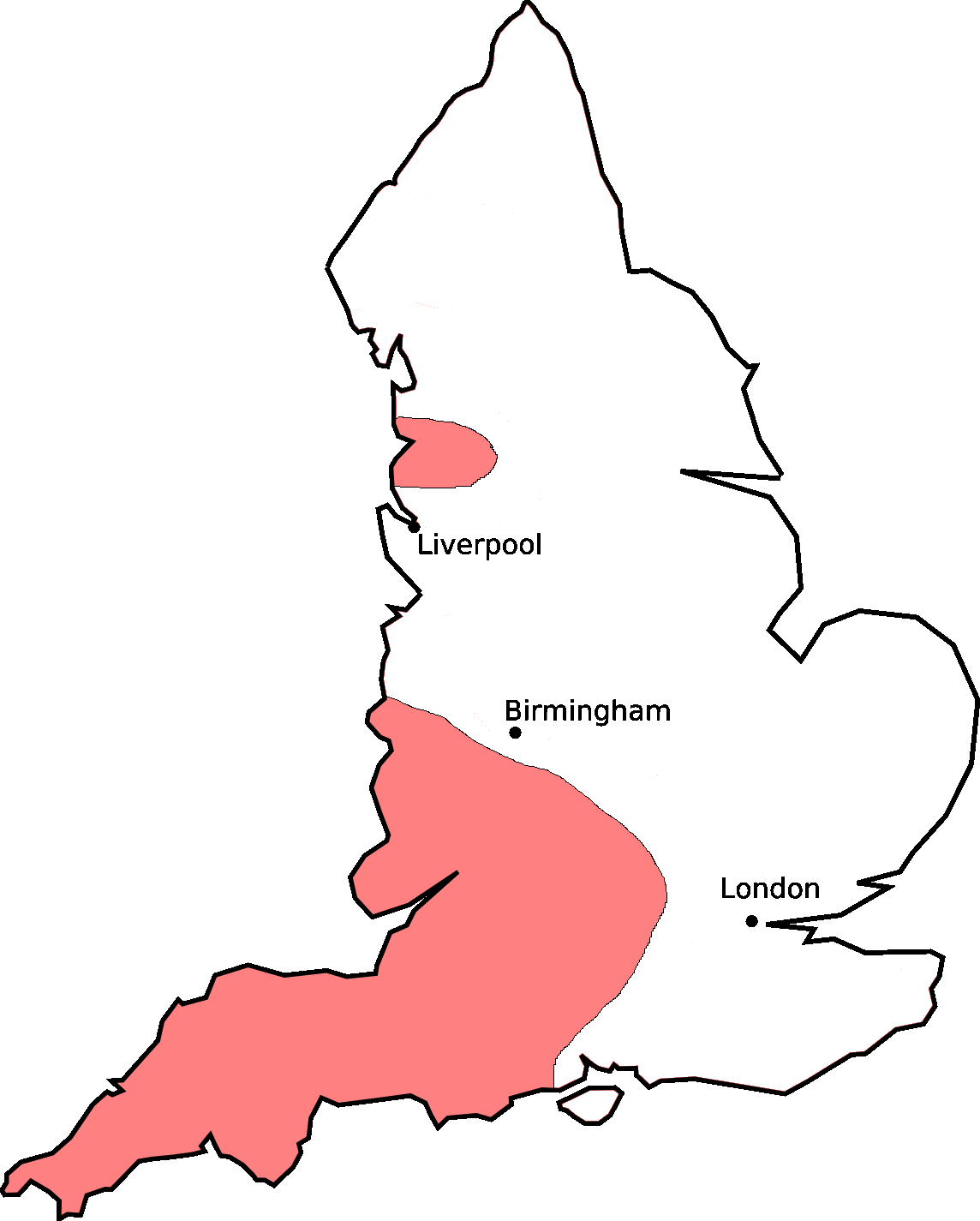
Regiony Anglii, gdzie R nie uległo jeszcze derotyzacji

Do XV w. /r/ wymawiane było we wszystkich kontekstach. Pierwsze przypadki opuszczania tej spółgłoski, tzw. derotyzacji, datują się na połowę XV w. Obecnie język angielski pod względem wymowy dzieli się na dwie grupy: z występującym rotyzmem i warianty nierotyzowane. Zjawisko zanikania R wygłosowego występowało i dalej występuje w większości dialektów brytyjskich. australijskich, nowozelandzkich, karaibskich, indyjskich, południowoafrykańskich i walijskich. W Stanach Zjednoczonych przeważa w dialektach północnych.

## Miejsce i sposób artykulacji
Wymowa łączącego i intruzyjnego R nie różni się niczym od standardowej wymowy tego dźwięku w języku angielskim charakterystycznej dla danego wariantu lub dialektu. W większości przypadków jest to spółgłoska półotwarta dziąsłowa, dźwięczna, zapisywana w międzynarodowym alfabecie fonetycznym jako /ɹ/. Miejscem artykulacji jest wał dziąsłowy lub jego tylny koniec, do którego przywiera język. Strumień powietrza przepływa przez szczelinę między językiem a wałem dziąsłowym. Powstaje wskutek obróbki egresywnego strumienia powietrza, czyli podczas wydechu.

## R łączące
Pojawia się w większości dialektów nierotystycznych w Anglii i innych częściach świata z wykluczeniem południa Stanów Zjednoczonych. Słowo, które kończy się na niewymawiane /ɹ/, odzyskuje ten dźwięk, kiedy następne słowo rozpoczyna się samogłoską. Regułę zapisuje się w taki sposób:
- [w-(V] /r/) [-V w]

W przypadku, gdy następne słowo rozpoczyna się od spółgłoski, /ɹ/ nie jest wymawiane. Tak oto jest nieme w wyrażeniu here we are /hɪə wiː ɑː/, jednak wymawiane jest w here I am /hɪər aɪ æm/. Powodem występowania tego zjawiska jest uniknięcie powstania zbitki samogłosek niemającej natury dyftongu.
- a fathe/r/of three
- a ca/r/ in the abyss
- fou/r/ oysters

## R intruzyjne
Jest wariantem R łączącego, różniącym się kontekstowo. W niektórych dialektach, a także w standardowym języku angielskim (brytyjskim) istnieje zjawisko R intruzyjnego. Nazwa (ang. intrusive R) wskazuje na nienaturalny, intruzyjny charakter zjawiska. Pojawia się ono na granicy wyrazów, z których poprzedzający kończy się jedną z samogłosek niezamkniętych: /ə ɔː ɑː/ a następujący rozpoczyna dowolną samogłoską, niezależnie, czy w zapisie ortograficznym pojawia się /r/ czy nie. Użyty w tym przypadku dźwięk /r/ działa na zasadzie interfiksu. Oto wzór zjawiska:
- [w-(V] /+r/) [-V w]

Przykładowo zwrot the idea[ɹ] of it zawiera intruzyjne R, mimo że nie jest ono – i historycznie nigdy nie było – elementem żadnego z wyrazów. Spółgłoska występuje w tym miejscu wyłącznie aby zapobiec rozziewowi. R intruzyjne występuje również przed niektórymi przedrostkami, np. draw[ɹ]ing or withdraw[ɹ]al.

## Podobne zjawiska epentetyczne
Gdy samogłoska wygłosowa w wyrazie poprzedzającym jest przymknięta, w miejsce /r/ pojawia się półsamogłoska  – najczęściej /j/ po /iː/, /i/ i /ɪ/ oraz /w/ po /uː/ lub /ʊ/
- The key is /ðə kiː‿jɪz/
- The pay is /ðə peɪ‿jɪz/
- The zoo is /ðə zuː‿wɪz/
- The show is /ðə ʃəʊ‿wɪz/

Innym możliwym wariantem jest użycie w miejsce intruzyjnego R zwarcia krtaniowego, np. America'ʔand China.

## Przykłady R intruzyjnego
1. „I saw(r) a film today, oh boy” (The Beatles, A Day in the Life)
2. „And I howled at my ma(r) in the driving rain” (The Rolling Stones, Jumpin' Jack Flash)
3. „All of a sudden I saw(r) a new morning” (Bee Gees, Saw a New Morning)
4. „Vodka(r) and tonics” (Elton John, Goodbye Yellow Brick Road)
5. „Cause I saw(r) it yesterday” (Billy Joel, Tomorrow is Today)